# Rebecca Harms
Rebecca Harms, född 7 december 1956 i Hambrock, Uelzen (Tyskland), är en tysk politiker och ledamot av Europaparlamentet sedan Europaparlamentsvalet 2004. Från juni 2009 till december 2016 var hon gruppledare för Gruppen De gröna/Europeiska fria alliansen (G/EFA) i Europaparlamentet, först tillsammans med Daniel Cohn-Bendit 2009-2014 och 2014-2016 tillsammans med Philippe Lamberts. Harms är utbildad trädgårdsmästare, med inriktning mot plantskolor och anläggningsarbeten.